# U-26 NPB選抜 対 大学日本代表
U-26 NPB選抜 対 大学日本代表（ユーにいろく エヌピービーせんばつ たい だいがくにっぽんだいひょう）は、プロ野球である日本野球機構（NPB）と、アマチュアである全日本大学野球連盟（JUBF）の両者の主催で行われる、野球の日本初の「プロと大学の選抜チーム同士による交流戦」である。2009年11月22日、東京ドームにて開催された。

## 開催経緯
2009年4月、NPBはプロ野球のセントラル・リーグおよびパシフィック・リーグの誕生60周年を記念して、プロ野球選抜チームと大学野球選抜チームとの試合を行うことを企画した。同年8月30日に日本学生野球憲章の改正案が発表され、プロ野球に対する規制の大幅緩和によりプロ野球と大学野球との試合が可能となった。
同年8月31日に両者の代表が記者会見を行い、NPB側は「2013年に開催が予定されているワールド・ベースボール・クラシック（WBC）の日本代表を担う26歳以下選手」を、JUBF側は「2010年の夏に日本で開催される世界大学野球選手権大会の候補選手」を代表として選び、日本では初めてとなるプロとアマチュアとの交流試合の開催を発表した。なお、プロ選抜側には数名のオーバーエイジ枠（27歳以上）の選手も出場した。

## 試合形式
- 試合は9回をもって終了とし、同点の場合は引き分けとする。
- U-26 NPB選抜をホームチーム（一塁側、後攻）、大学日本代表をビジターチーム（三塁側、先攻）とする。
- 審判員は4人制（NPB所属審判員2名、JUBF所属審判員2名）。
- 両チーム共に大会用ユニフォームを着用する。
- 指名打者制を採用する。
- 出場人員は、両チームとも監督1名、コーチ3名以内、選手24名、チームスタッフ5名（マネージャー、トレーナー、広報、用具等）とする。
- 選手選抜方法
  - NPB
    - NPB12球団から推薦された、2009年12月31日までに満年齢で26歳以下の選手。
    - オーバーエイジ枠（27歳以上）の選手を5名まで選抜可能とする。
    - 上記の候補選手の中から、監督が選抜。（各球団から最低1人は選抜）

  - 大学日本代表
    - 全日本大学野球連盟所属選手で、2009年日米大学野球選手権のメンバーの中から4年生を除いた選手が基本となり、同野球連盟が選抜。

## 試合結果
14時06分試合開始、試合時間2時間33分、観衆41,025人。
| NPB(U-26) | 1 - 1 | JUBF |

|              | 1 | 2 | 3 | 4 | 5 | 6 | 7 | 8 | 9 | R | H | E |
| ------------ | - | - | - | - | - | - | - | - | - | - | - | - |
| 大学日本代表 | 0 | 0 | 0 | 0 | 0 | 1 | 0 | 0 | 0 | 1 | 5 | 0 |
| NPB選抜      | 1 | 0 | 0 | 0 | 0 | 0 | 0 | 0 | 0 | 1 | 9 | 0 |

1. 大：斎藤、乾、澤村、東浜、中後、大石、野村、西嶋、菅野 － 小池、小林、杉山
2. N：前田、大嶺、平野、金刃、久米、大隣、唐川、由規、山口 － 銀仁朗、嶋

## 代表メンバー
所属は、2009年11月時点での所属球団もしくは所属大学。

### U-26 NPB選抜
※はオーバーエイジ枠（27歳以上）の選手。
| 位置   | 背番号 | 氏名       | 所属                               |
| ------ | ------ | ---------- | ---------------------------------- |
| 監督   | 88     | 高田繁     | 東京ヤクルトスワローズ監督         |
| コーチ | 71     | 佐藤義則   | 東北楽天ゴールデンイーグルスコーチ |
| コーチ | 77     | 野村謙二郎 | 広島東洋カープ監督                 |
| コーチ | 80     | 岡田彰布   | オリックス・バファローズ監督       |
| コーチ | 88     | 原辰徳     | 読売ジャイアンツ監督               |
| 投手   | 1      | 大嶺祐太   | 千葉ロッテマリーンズ               |
| 投手   | 11     | 山口俊     | 横浜ベイスターズ                   |
| 投手   | 17     | 唐川侑己   | 千葉ロッテマリーンズ               |
| 投手   | 18     | 前田健太   | 広島東洋カープ                     |
| 投手   | 19     | 平野将光   | 埼玉西武ライオンズ                 |
| 投手   | 20     | 大隣憲司   | 福岡ソフトバンクホークス           |
| 投手   | 21     | 由規       | 東京ヤクルトスワローズ             |
| 投手   | 28     | 金刃憲人   | 読売ジャイアンツ                   |
| 投手   | 39     | 久米勇紀   | 福岡ソフトバンクホークス           |
| 捕手   | 2      | 銀仁朗     | 埼玉西武ライオンズ                 |
| 捕手   | 37     | 嶋基宏     | 東北楽天ゴールデンイーグルス       |
| 内野手 | 5      | 中田翔     | 北海道日本ハムファイターズ         |
| 内野手 | 6      | 坂本勇人   | 読売ジャイアンツ                   |
| 内野手 | 7      | 田中浩康※  | 東京ヤクルトスワローズ             |
| 内野手 | 12     | 小窪哲也   | 広島東洋カープ                     |
| 内野手 | 13     | 岩﨑恭平   | 中日ドラゴンズ                     |
| 内野手 | 25     | 新井貴浩※  | 阪神タイガース                     |
| 内野手 | 32     | 根元俊一   | 千葉ロッテマリーンズ               |
| 内野手 | 66     | 大和       | 阪神タイガース                     |
| 外野手 | 0      | 大崎雄太朗 | 埼玉西武ライオンズ                 |
| 外野手 | 9      | 亀井義行※  | 読売ジャイアンツ                   |
| 外野手 | 49     | 天谷宗一郎 | 広島東洋カープ                     |
| 外野手 | 55     | 岡田貴弘   | オリックス・バファローズ           |
| 外野手 | 64     | 松本哲也   | 読売ジャイアンツ                   |

### 大学日本代表
◎は主将。
| 位置   | 背番号 | 氏名        | 所属           |
| ------ | ------ | ----------- | -------------- |
| 監督   | 30     | 榎本保      | 近畿大学監督   |
| コーチ | 40     | 應武篤良    | 早稲田大学監督 |
| コーチ | 50     | 横井人輝    | 東海大学監督   |
| コーチ | 55     | 古川祐一    | 神奈川大学監督 |
| 投手   | 1      | 斎藤佑樹    | 早稲田大学     |
| 投手   | 11     | 菅野智之    | 東海大学       |
| 投手   | 14     | 乾真大      | 東洋大学       |
| 投手   | 15     | 大石達也    | 早稲田大学     |
| 投手   | 16     | 澤村拓一    | 中央大学       |
| 投手   | 17     | 東浜巨      | 亜細亜大学     |
| 投手   | 19     | 野村祐輔    | 明治大学       |
| 投手   | 20     | 中後悠平    | 近畿大学       |
| 投手   | 21     | 西嶋一記    | 明治大学       |
| 捕手   | 22     | 小池翔大    | 青山学院大学   |
| 捕手   | 25     | 小林誠司    | 同志社大学     |
| 捕手   | 27     | 杉山翔大    | 早稲田大学     |
| 内野手 | 4      | 萩原圭悟    | 関西学院大学   |
| 内野手 | 5      | 阿部俊人    | 東北福祉大学   |
| 内野手 | 6      | 荒木郁也    | 明治大学       |
| 内野手 | 7      | 小野紘明    | 亜細亜大学     |
| 内野手 | 8      | 林﨑遼      | 東洋大学       |
| 内野手 | 12     | 岡崎啓介    | 立教大学       |
| 内野手 | 28     | 多木裕史    | 法政大学       |
| 外野手 | 2      | 伊志嶺翔大◎ | 東海大学       |
| 外野手 | 9      | 土生翔平    | 早稲田大学     |
| 外野手 | 23     | 田中宗一郎  | 立教大学       |
| 外野手 | 24     | 越前一樹    | 立正大学       |
| 外野手 | 26     | 若松政宏    | 近畿大学       |

## 概要
2009年
- 4月12日 - NPBと日本プロ野球選手会は東京都内で事務折衝を行い、セ・パ両リーグ分立60周年記念事業として、11月にNPB選抜チームと大学選抜チームとが1試合を行う方向で調整、実施に向けて協議を行った。当初は12球団が各本拠地にある大学野球リーグの選抜チームと7月に交流試合を行う計画を立てたが、過密日程を理由に調整がつかず暗礁に乗り上げていた。練り直しを進める読売ジャイアンツ（巨人）球団代表・清武英利は「基本的に新井貴浩・日本プロ野球選手会会長は積極的なので、前向きな感触」と話した[2]。
- 8月31日 - U-26 NPB選抜の監督である高田繁と、日本大学代表である榎本保、NPBコミッショナーの加藤良三、全日本大学野球連盟会長の八田英二が記者会見を行い大会開催を発表し、抱負を述べた。また、選抜候補選手を代表して坂本勇人（巨人）と斎藤佑樹（早稲田大学）も候補選手を代表してコメントを述べた[3]。
- 10月8日 - U-26 NPB選抜候補選手を代表して坂本と銀仁朗（埼玉西武ライオンズ）が、日本大学代表候補選手を代表して斎藤と東浜巨（亜細亜大学）が記者会見に出席し、それぞれ抱負を語った[4]。
- 11月11日 - U-26 NPB選抜代表選手、及び日本大学代表選手を正式発表。田中将大（東北楽天ゴールデンイーグルス）は選出されず、「マー君VS佑ちゃん」の対決は実現しなかった[5]。
- 11月21日 - 先発投手（U-26 NPBは前田健太（広島東洋カープ）、大学代表は斎藤）が発表され、また前売チケットは全席完売（当日券無し）、始球式は鳩山由紀夫内閣総理大臣が行うことも発表された[6]。併せて、公式サイトにおいて佐藤友亮（埼玉西武）に替わって大崎雄太朗（同）が出場する旨が発表された。
- 12月9日 - NPBはNPB選抜と大学日本代表との交流戦を2010年7月に再び行う方向で調整していると明かした。下田邦夫事務局長は「シーズン中のため、個人的には、大学生と同じ22歳以下の選抜チームにできないかと考えている」とコメントした[7]。（この試合の詳細は、大学日本代表 対 NPBフレッシュ選抜を参照のこと）